# Intention
Az Intention (magyarul: Szándék) a bolgár Intelligent Music Project együttes dala, mellyel Bulgáriát képviselték a 2022-es Eurovíziós Dalfesztiválon Torinóban. A dal belső kiválasztás során nyerte el a dalversenyen való indulás jogát.

## Eurovíziós Dalfesztivál
2021. november 25-én vált hivatalossá, hogy a bolgár műsorsugárzó (BNT) választotta ki az ország képviseletére a 2022-es Eurovíziós Dalfesztiválon. A versenydalt december 5-én mutatták be a dalfesztivál hivatalos YouTube-csatornáján. A 2022-es szériában ez volt az első dal amit bemutattak, így a hagyományokkal ellentétben, nem az albán dal az első nyilvánosságra hozott szerzemény.
A dalfesztivál előtt Londonban, Tel-Avivban, és Amszterdamban eurovíziós rendezvényeken népszerűsítették versenydalukat.
Az Eurovíziós Dalfesztiválon a dalt először a május 10-én rendezett első elődöntőben adták elő fellépési sorrend szerint hetedikként az Ukrajnát képviselő Kalush Orchestra Stefania című dala után és a Hollandiát képviselő S10 De diepte című dala előtt. Az elődöntőben a nézői szavazatok és a nemzetközi zsűrik pontjai alapján nem került be a dal a május 14-én megrendezésre került döntőbe. Összesítésben 29 ponttal a 16. helyen végeztek.

## A dal háttere
Az Intention egy rockdal, ami egy lelki problémák miatt szenvedő személy szemszögéből mutatja be a világot.[forrás?]